# Jagadish Chandra Bose
Jagadish Chandra Bose (Bikrampur, 30 november 1858 - Giridih, 23 november 1937) was een Indiaas wetenschapper en science-fictionauteur.

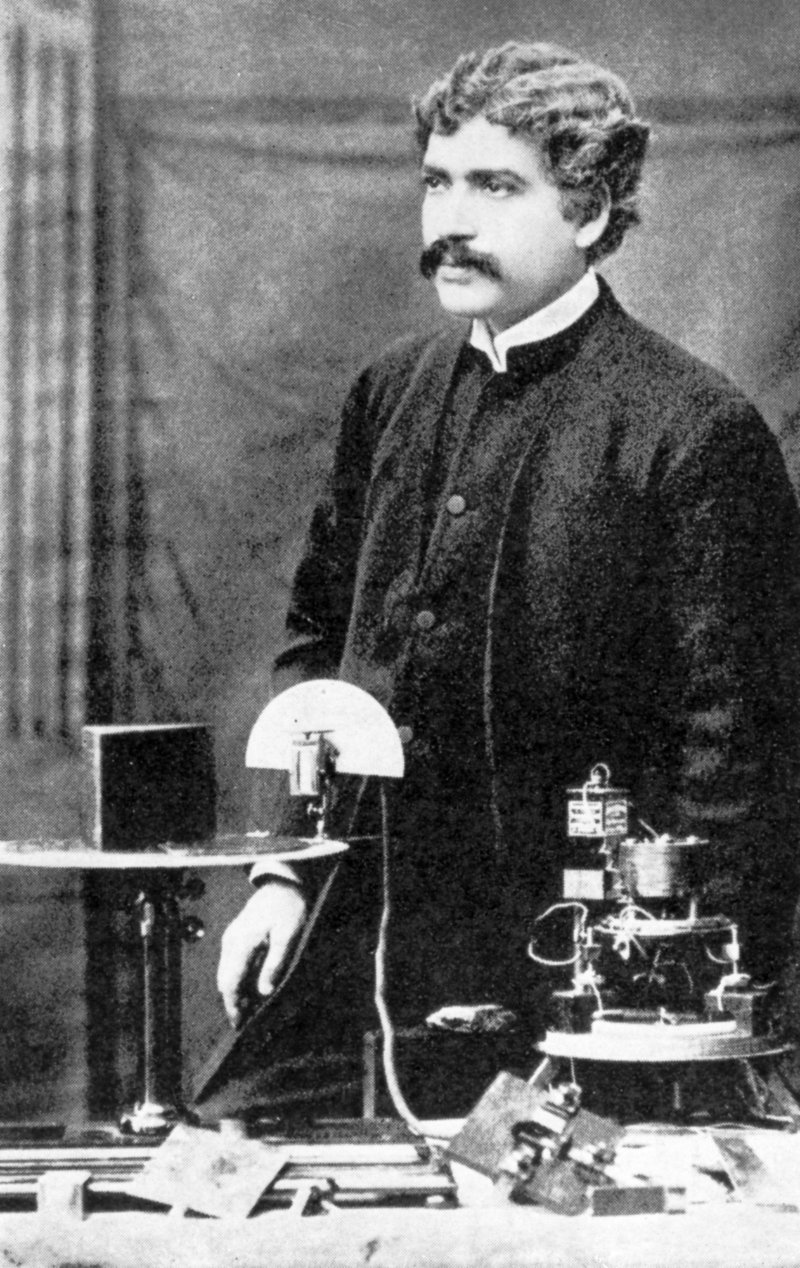
J.C.Bose

Hij heeft zich onderscheiden in wiskunde, biologie, biofysica, fysica en archeologie.
Bose is een van de pioniers op gebied van de studie van de gevoeligheid van de planten.
Hij is geen bloedverwant van de andere Bengaalse wetenschapper Satyendra Nath Bose, noch van de vrijheidsstrijder Subhas Chandra Bose.
Reeds in 1896 publiceerde hij een sciencefictionverhaal: The Story of the Missing One.

## Uitvindingen
- De crescograaf, toestel om de groei van planten te meten

## Palmares
- De Bose krater op de achterkant van de maan werd naar hem genoemd.